# Naturschutzgebiet Lörmecketal (Kreis Soest)
Das Naturschutzgebiet Lörmecketal (NSG-Kennung SO-073) ist ein Naturschutzgebiet im Gebiet der Gemeinden Rüthen und Warstein im nordrhein-westfälischen Kreis Soest. Es wurde 2000 von der Bezirksregierung per Verordnung ausgewiesen und deckt mit rund 270 Hektar Fläche das Tal der Lörmecke von der Kreisgrenze bis kurz vor der Mündung in die Glenne ab. Weitgehend deckungsgleich mit dem Naturschutzgebiet besteht das FFH-Gebiet Lörmecketal (Kennung DE-4516-301), wodurch es Teil des europäischen Schutzgebietsnetzes Natura 2000 ist. Das NSG ist umgeben vom Landschaftsschutzgebiet Kreis Soest.
Im angrenzenden Hochsauerlandkreis sind im quellnahen Verlauf der Lörmecke zwei weitere Naturschutzgebiete ausgewiesen: das NSG Lörmecketal im Stadtgebiet von Meschede und das NSG Lörmecketalsystem im Gebiet von Bestwig.

## Gebietsbeschreibung
Das Lörmecketal liegt im Nordsauerländer Oberland. Das Naturschutzgebiet umfasst die Lörmecke und ihre Aue mit einigen umliegenden Hangflächen.
Die Bereiche der Höhle Hohler Stein und des Felsens Hoher Stein mit angrenzenden Magerrasen wurden ins NSG einbezogen.

## Tier- und Pflanzenarten im NSG
Im Gebiet kommen seltene Tier- und Pflanzenarten vor. Zu den bemerkenswerten Biotoptypen zählen unter anderem Halbtrockenrasen. Das Landesamt für Natur, Umwelt und Verbraucherschutz Nordrhein-Westfalen dokumentierte im Schutzgebiet Pflanzenarten wie Baumfalke, Baumpieper, Feldschwirl, Gemeine Geburtshelferkröte, Grauspecht, Nördlicher Kammmolch, Kleinspecht, Kuckuck, Raubwürger, Raufußkauz, Rotmilan, Turteltaube, Wachtel, Waldlaubsänger, Waldkauz, Weidenmeise und Zauneidechse.
In den Jahren 2020/2021 brüteten drei Paare Neuntöter und ein Paar Raubwürger in Schutzgebiet. Für Neuntöter und Raubwürger läuft seit 2020 ein Artenschutzprojekt von der Arbeitsgemeinschaft Biologischer Umweltschutz im Kreis Soest und der BUND Ortsgruppe Lörmecketal im NSG und Umgebung.

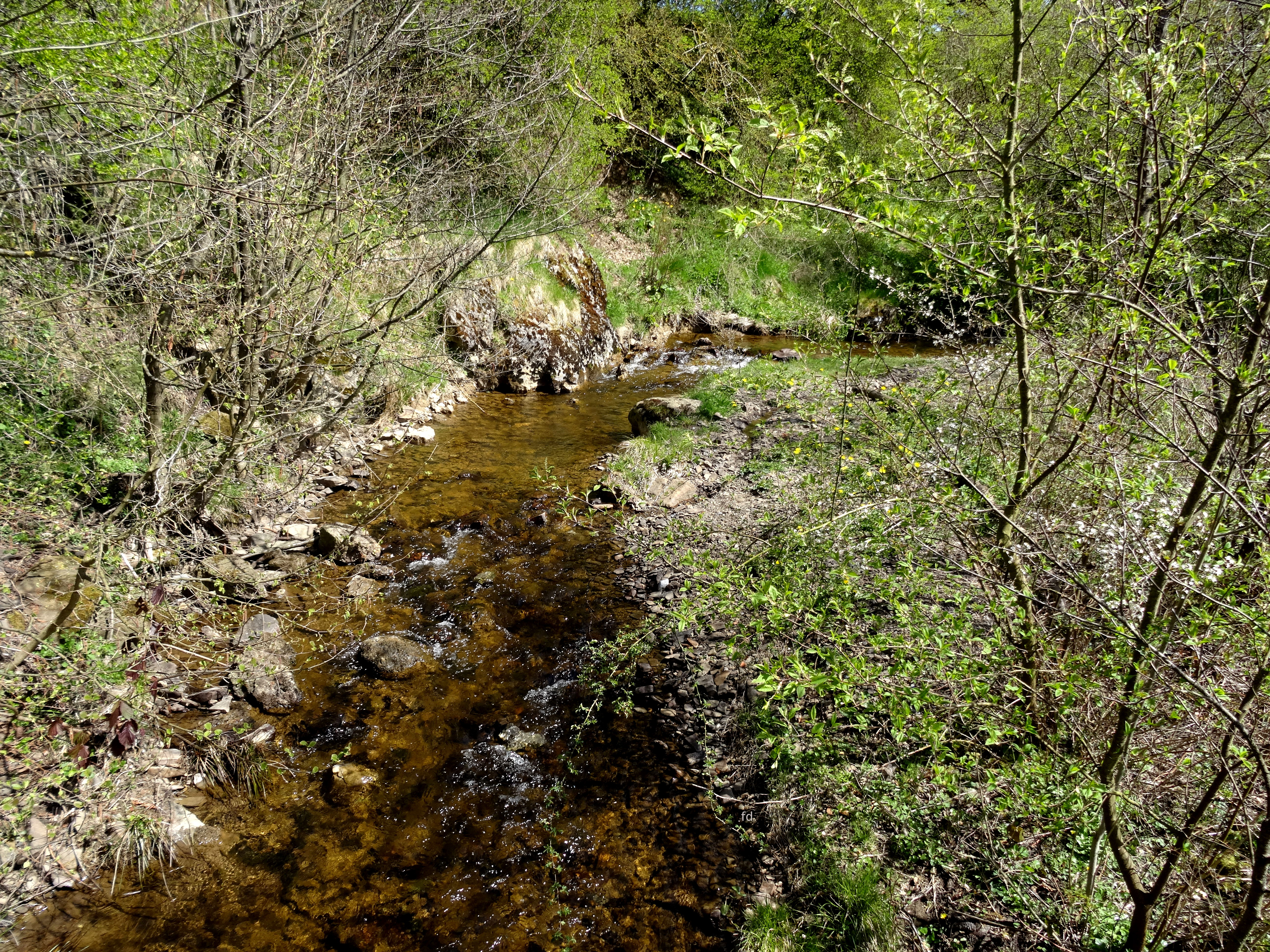
Bachlauf der Lörmecke im NSG
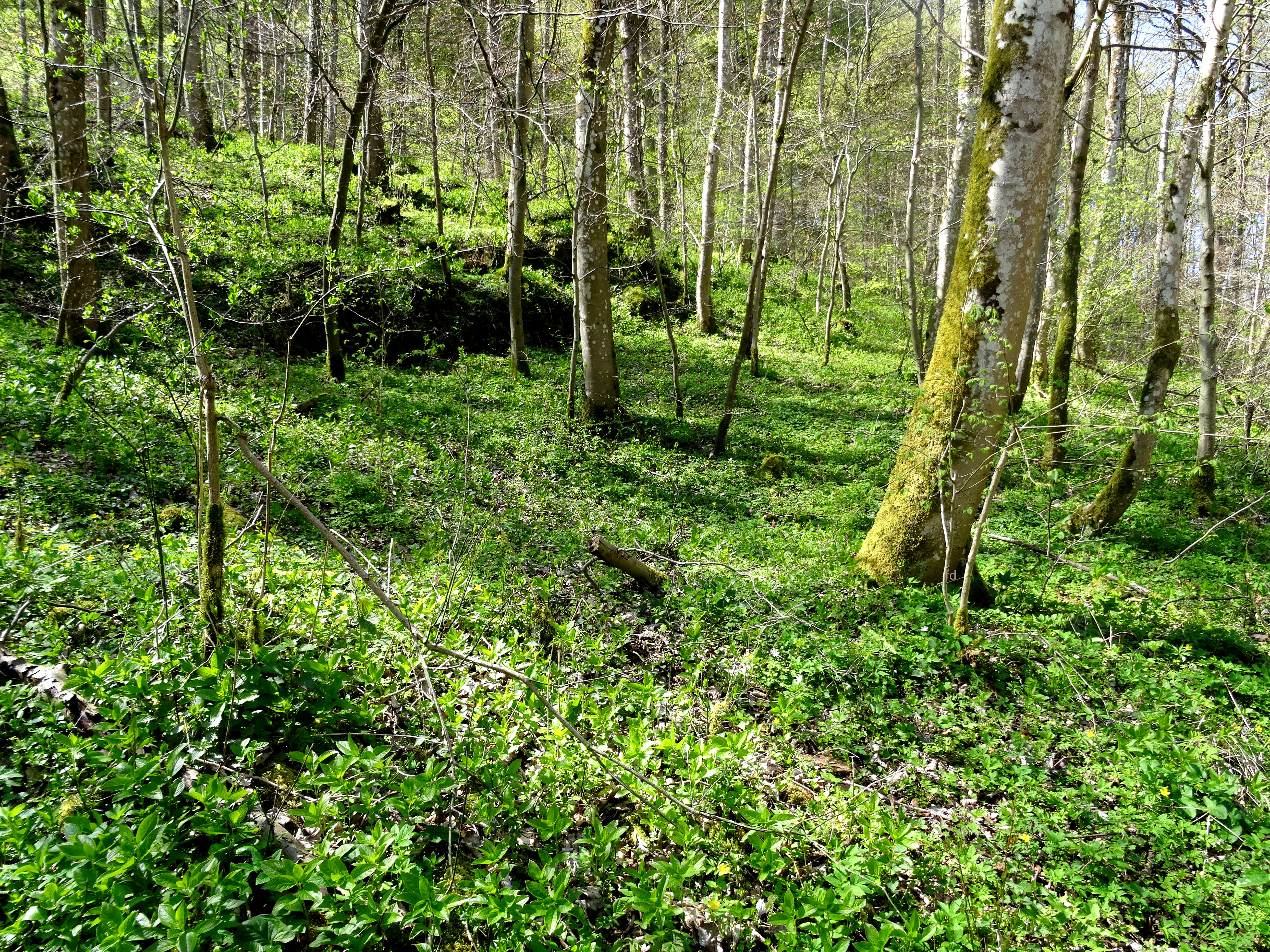
Laubwald im NSG
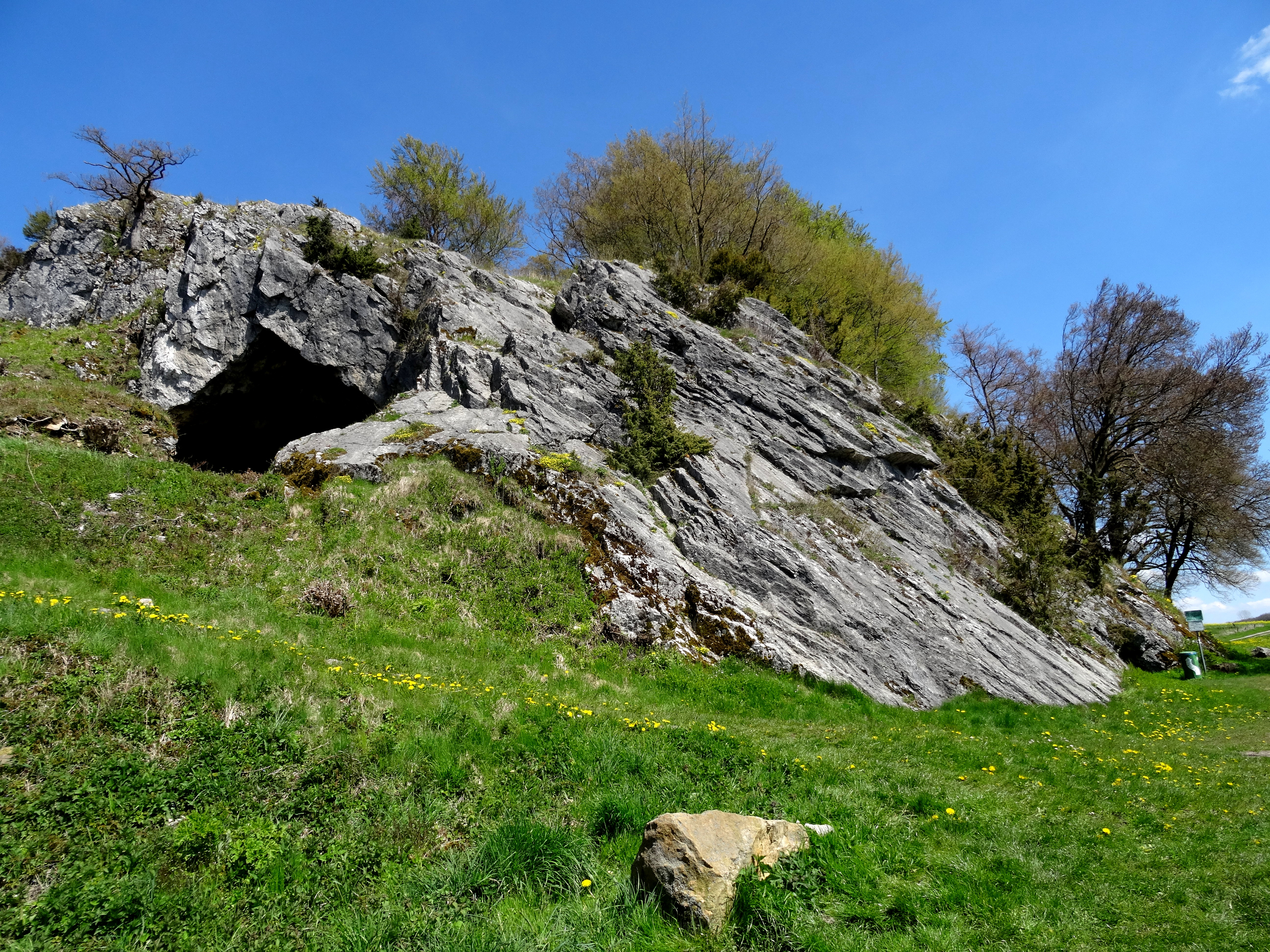
Höhlenfels Hohler Stein im NSG
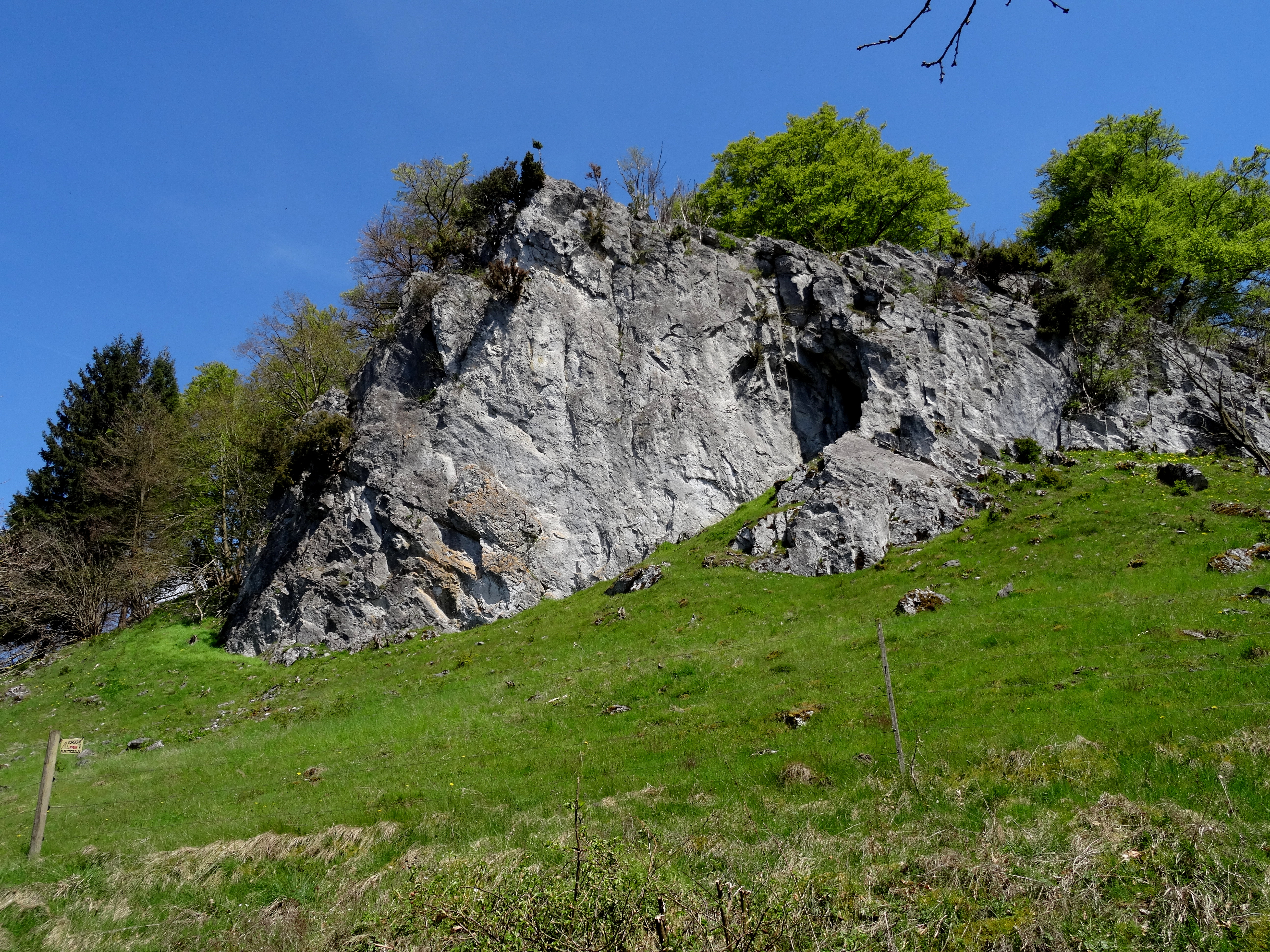
Felsformation Hoher Stein im NSG

## Schutzzweck
Das NSG soll insbesondere die Quellen und Fließgewässer, die Niedermoor- und Bruchwaldbereiche, der naturnahen Laubwälder, Kalkhalbtrockenrasen und Felskuppen, wärmeliebenden Gebüsche und Säume, Magerrasen und Zwergstrauchheiden, die feuchten und extensiv genutzten Wiesen und Weiden, mit einer Vielzahl schutzwürdiger und z. T. stark gefährdeter oder vom Aussterben bedrohter Pflanzen- und Tierarten, u. a. schützen. Wie bei allen Naturschutzgebieten in Deutschland wurde in der Schutzausweisung darauf hingewiesen, dass das Gebiet „wegen der Seltenheit, besonderen Eigenart und Schönheit des Gebietes“ zum Naturschutzgebiet wurde.